# Slunj
Slunj (tyska: Sluin, ungerska: Szluin) är en stad i Kroatien med 6 096 invånare (2001). Staden ligger i Karlovacs län längs med huvudvägen mellan Karlovac och nationalparken Plitvicesjöarna.

## Historia
Det arkaiska kroatiska namnet på staden är Slovin grad. Historiskt är staden även känd under sitt tyska namn Sluin och sitt ungerska namn Szluin.
Staden nämns för första gången i ett dokument från 1100-talet. På 1400-talet hamnade stadens borg i den kroatiska adelsfamiljens Frankopans ägo och ett franciskanerkloster byggdes. Under 1500-talet utsattes staden för ständiga osmanska anfall och blev en viktig militär utpost för Habsburgska riket.

## Kuriosa
Slunj är känd för sina vattenfall och många mjöl- och vattenkvarnar. Staden är omskriven i romanen Die Wasserfälle von Slunj (Slunjs vattenfall) av den österrikiska författaren Heimito von Doderer.